# 草体
草体，是与正体相对的，适合于较快书写的字体。
秦朝，以小篆为正体字，以隶书为草体。
西汉以隶书为正体，以楷书为草体。到了南北朝，楷书代替了隶书成为主要字体。楷书吸收了行书中对汉字的简化，产生了简化的楷书字体。
自宋朝起，仿宋體和宋体成為漢字字形的標準楷體。